# Viessoix
Viessoix (prononcé [vjɛswa] ou [vjeswa]) est une ancienne commune française, située dans le département du Calvados en région Normandie, devenue le 1er janvier 2016 une commune déléguée au sein de la commune nouvelle de Valdallière.
Elle est peuplée de 767 habitants.

## Géographie
La commune est en Bocage virois. Son bourg est à 7 km à l'est de Vire, à 12 km au nord-ouest de Tinchebray et à 19 km à l'ouest de Condé-sur-Noireau.
Le territoire est traversé par la route départementale no 512 (ancienne route nationale 812) joignant Vire à Condé-sur-Noireau et bordant le nord du bourg. Elle croise au niveau de celui-ci la D 311 qui permet au nord de retrouver Burcy et au sud-est Rully. Au sud, la D 86 relie Truttemer-le-Grand au sud à Pierres et Estry au nord-est en passant par les hameaux du Chêne et de la Bouillante. Partant du sud du bourg, la D 188 rejoint Roullours au sud-ouest tandis qu'au nord-est, la D 303 mène à Chênedollé
Viessoix est majoritairement dans le bassin de la Vire, par son sous-affluent la rivière du Maine, principal affluent de l'Allière, rassemblant les eaux des ruisseaux de Pouraison et du Bois du Pirier. Le sud du territoire est drainé par des ruisseaux qui alimentent la Diane, affluent du Noireau, dans le bassin de l'Orne.
Le point culminant (302/304 m) se situe au sud-ouest, près du lieu-dit le Bois. Le point le plus bas (139 m) correspond à la sortie de la rivière du Maine du territoire, au nord-ouest. La commune est bocagère.
Le climat est océanique, comme dans tout l'Ouest de la France. La station météorologique la plus proche est Caen-Carpiquet, à 46 km, mais Granville-Pointe du Roc est à moins de 60 km. Le Bocage virois s'en différencie toutefois pour la pluviométrie annuelle qui, à Viessoix, avoisine les 950 mm.
Les lieux-dits sont, du nord-ouest à l'ouest, dans le sens horaire : la Bijude, la Michellerie, la Grainonnière, la Valette, la Grange des Champs, la Teinturerie, le Coisel (au nord), Pavée, les Cantuards, les Templeries, le Val, la Personnerie, la Coquerie, la Cibotière, la Saumonnière, le Chemin, les Genêts (à l'est), la Bouillante, la Gare, les Acres, Creuleyle Chêne, la Monterie, la Cauvinerie (au sud), le Bois, le Bois de Pirierles Petits Bois, les Champs, Pirier, la Boëlle, la Croix au Lièvre, la Mauricière, la Busnellière, la Colomberie, le Parc, la Minfrie, la Cosnonière, la Jouberie, le Bourg, la Duverie, la Ritière (à l'ouest), la Mercerie, le Pont et les Clos.
| Vaudry (comm. nouv. de Vire-Normandie)             | Burcy (comm. nouv. de Valdallière)                 | Chênedollé (comm. nouv. de Valdallière)         |
| Roullours (comm. nouv. de Vire-Normandie)          | Viessoix                                           | Chênedollé (comm. nouv. de Valdallière)         |
| Truttemer-le-Grand (comm. nouv. de Vire-Normandie) | Truttemer-le-Grand (comm. nouv. de Vire-Normandie) | Bernières-le-Patry (comm. nouv. de Valdallière) |

## Toponymie
Pour ce toponyme, Arcisse de Caumont cite une attestation latinisée Veteres aræ sans la dater, Viessouix en 1675 (carte de Petite), Vieusoy en 1681 (aveux de la vicomté de Vire).
Veteres aræ est à rejeter, cette forme étant censée retranscrire Viessoix, comme un composé de vieux (viés, viez en ancien français), mot issu du bas latin vetulus et non pas du classique vetus, veteris et l'élément -ouix, oy qui ne peut phonétiquement pas avoir de rapport avec arae « étables pour les porcs » ou « poulaillers pour les oies ».
René Lepelley considère que Viessoix est le nom d'un cours d'eau affluent de l'Allière, ce cours d'eau arrose Viessoix et Burcy. En ce cas, l'hydronyme Viessoix est sans doute à rapprocher du nom du Viesson ou Vession ruisseau de Berrolles à Longraye.
L'existence de ce ruisseau n'est confirmé ni par les cartes actuelles ni par l'hydronymie proposée par le Service d'administration nationale des données et référentiels sur l'eau (le seul affluent direct de l'Allière traversant la commune étant la rivière du Maine pour laquelle le Sandre propose deux noms différents).
Le toponyme se prononce prononcé [vjɛswa] ou [vjeswa].

## Histoire
Lors de la bataille de Normandie, un long combat s'engage après la percée du bocage, le 31 juillet et le 1er août 1944, entre la 11e division blindée britannique et les soldats du Panzer-Gruppe West du General Eberbach pour la prise du hameau de Pavée et de la crête dominant l'Allière au nord du territoire communal. Beaucoup de chars sont détruits, notamment côté allié, et la place n'est finalement conquise que lors du repli allemand consécutif à l'échec de la contre-attaque de Mortain le 13 août, permettant ainsi la libération du bourg de Viessoix.
Le 1er janvier 2016, Viessoix intègre avec treize autres communes la commune de Valdallière créée sous le régime juridique des communes nouvelles instauré par la loi no 2010-1563 du 16 décembre 2010 de réforme des collectivités territoriales. Les communes de Bernières-le-Patry, Burcy, Chênedollé, Le Désert, Estry, Montchamp, Pierres, Presles, La Rocque, Rully, Saint-Charles-de-Percy, Le Theil-Bocage, Vassy et Viessoix deviennent des communes déléguées et Vassy est le chef-lieu de la commune nouvelle.

## Politique et administration
Le conseil municipal était composé de quinze membres dont le maire et trois adjoints. Ces conseillers intègrent au complet le conseil municipal de Valdallière le 1er janvier 2016 jusqu'en 2020 et Patrick Poupion devient maire délégué.

## Démographie
En 2021, la commune comptait 767 habitants. Depuis 2004, les enquêtes de recensement dans les communes de moins de 10 000 habitants ont lieu tous les cinq ans (en 2004, 2009, 2014, etc. pour Viessoix) et les chiffres de population municipale légale des autres années sont des estimations.
Viessoix a compté jusqu'à 1 303 habitants en 1841.
| 1793  | 1800 | 1806  | 1821  | 1831  | 1836  | 1841  | 1846  | 1851  |
| ----- | ---- | ----- | ----- | ----- | ----- | ----- | ----- | ----- |
| 1 173 | 875  | 1 164 | 1 159 | 1 302 | 1 267 | 1 303 | 1 249 | 1 195 |

| 1856  | 1861  | 1866  | 1872  | 1876  | 1881  | 1886 | 1891 | 1896 |
| ----- | ----- | ----- | ----- | ----- | ----- | ---- | ---- | ---- |
| 1 120 | 1 060 | 1 159 | 1 044 | 1 038 | 1 040 | 902  | 859  | 801  |

| 1901 | 1906 | 1911 | 1921 | 1926 | 1931 | 1936 | 1946 | 1954 |
| ---- | ---- | ---- | ---- | ---- | ---- | ---- | ---- | ---- |
| 762  | 743  | 712  | 639  | 647  | 617  | 633  | 626  | 591  |

| 1962 | 1968 | 1975 | 1982 | 1990 | 1999 | 2004 | 2009 | 2014 |
| ---- | ---- | ---- | ---- | ---- | ---- | ---- | ---- | ---- |
| 571  | 543  | 502  | 600  | 635  | 614  | 679  | 789  | 836  |

| 2018 | - | - | - | - | - | - | - | - |
| ---- | - | - | - | - | - | - | - | - |
| 789  | - | - | - | - | - | - | - | - |

## Lieux et monuments

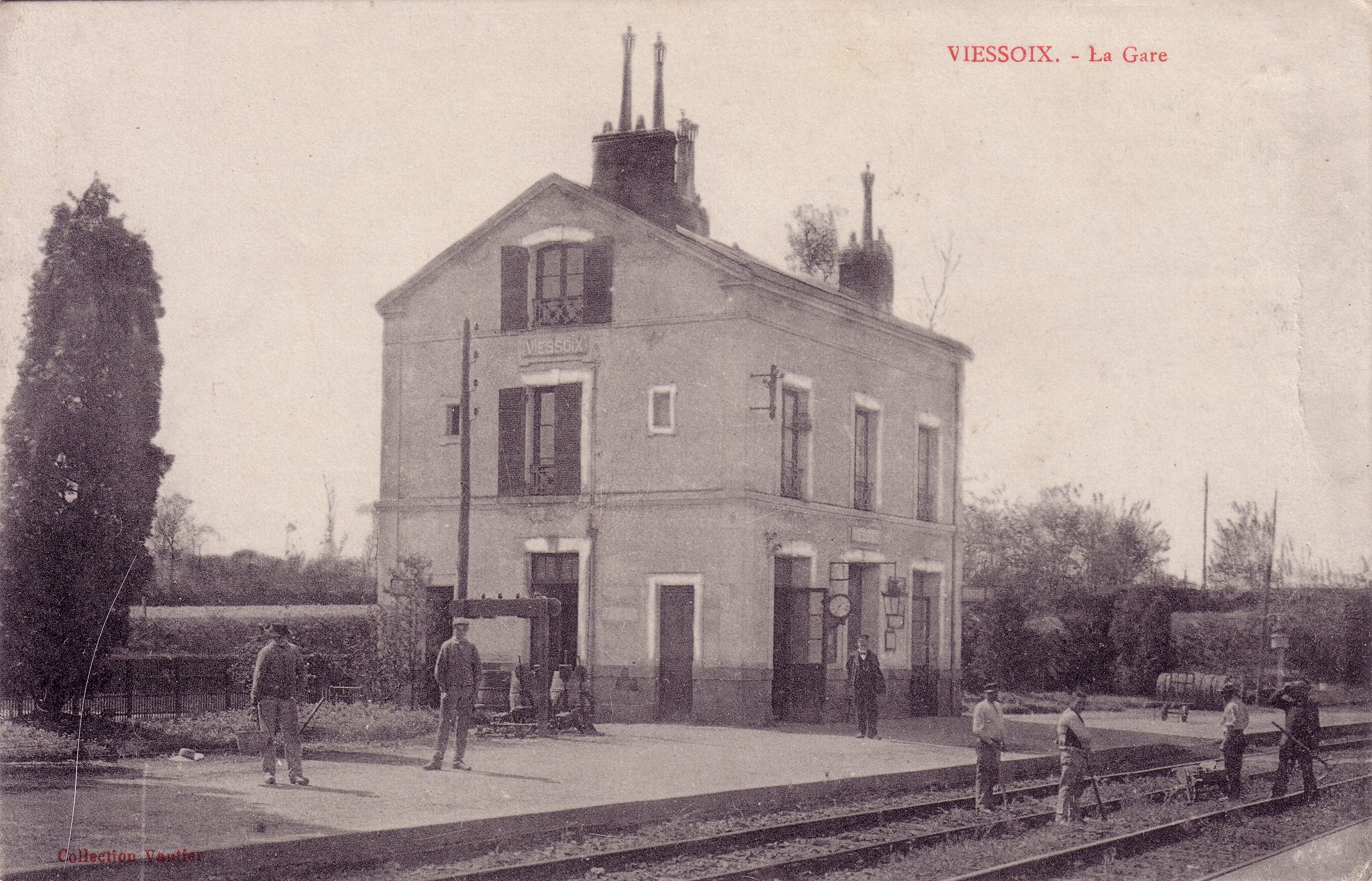
La gare, au début du XXe siècle.

- Église Saint-André des XIIe et XIIIe siècles, remaniée au XVIIIe siècle, contenant une statue en bois de saint Mammès du XVIIIe siècle. À l'intérieur de l'église, une plaque mentionne le nom des curés de la paroisse depuis le XIVe siècle : Nicolle du Haguet 1382, Jean Damier 1430, Nicolle Le Roy 1451, Jean Patry, Guillaume Carrey 1510, Jacques de Boucquetot 1517, Michel Benet 1571, Julien Yvon 1579, Yves de Clouet 1607, Henry de la Rocque 1614, Isaac Colin 1649, Samson Passard 1674, Jean-Baptiste Loysel 1688, René Dugué 1728, Jean François de la Lande 1731, Jean Jacques Henry Antoine de Cheux 1761, Étienne Marie 1790, François Levoivenelle 1807, Emmanuel Yvon 1835, Louis François Surbled 1862, Paul Chantreuil 1881, Paul Rousselin 1907, Albert Amand 1908, André Bidet 1946, Roger Voisin 1954, Louis Harivel 1988. L'abbé Roger Leboucher fut le dernier curé résidant, jusqu'en 2006.
- Gare de Viessoix.
- Une école existait déjà à Viessoix en 1723. Les registres paroissiaux mentionnent en effet le 19 février 1723 l'inhumation de Fleurie Fleury, maîtresse d'école, âgée d'environ 60 ans et décédée la veille.

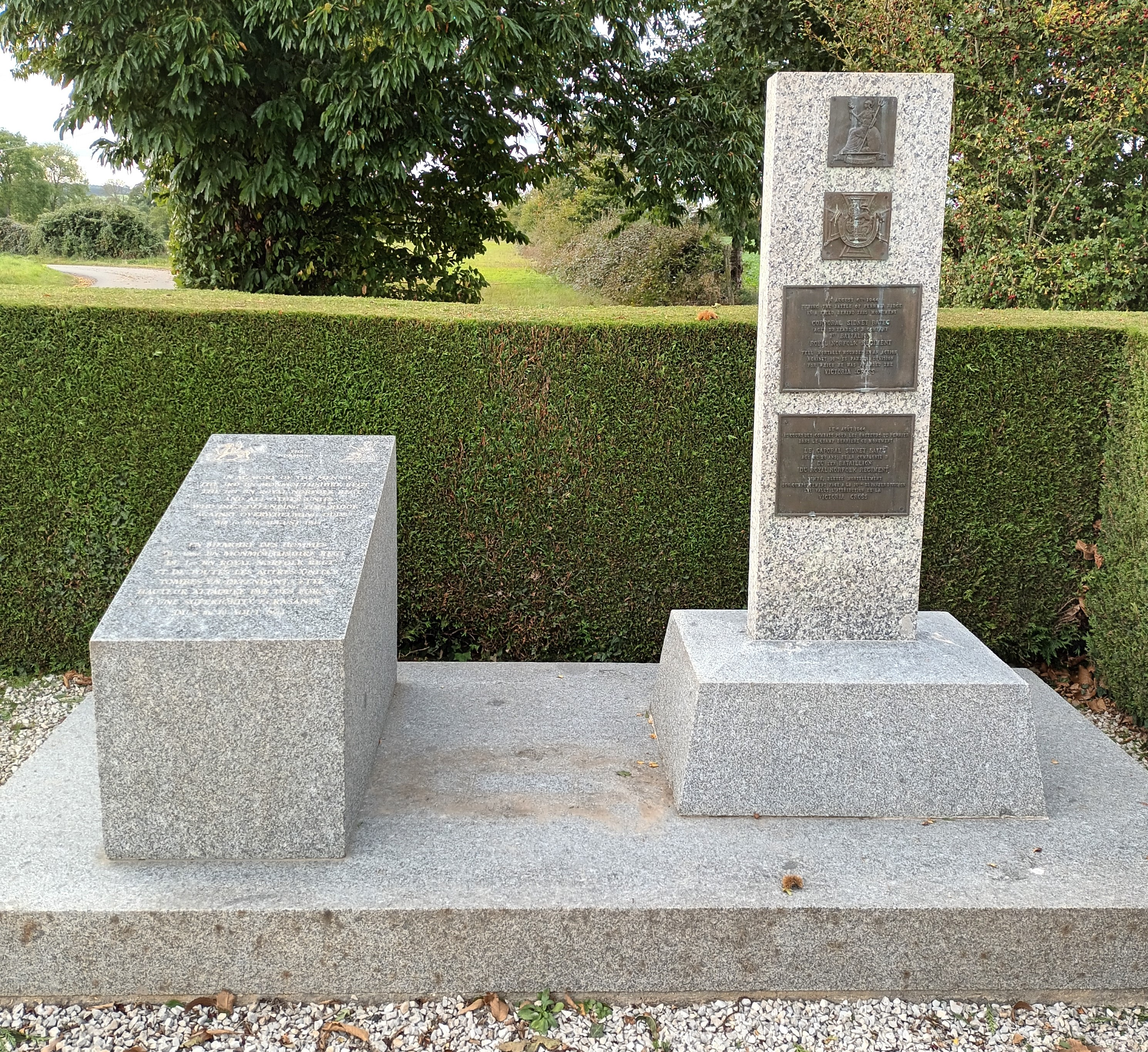
Mémorial à Pavée

- Mémorial à PavéePlace The Normous, en hommage aux troupes britanniques qui ont libéré le bourg de Viessoix le 13 août 1944 (1st Battalion The Royal Norfolk Regiment et 3rd Battalion The Monmouthshire Regiment).

## Activité et manifestations
Le bourg de Viessoix a été traversé par le Tour de France 2011, lors de la sixième étape reliant Dinan à Lisieux.